# Iglesia de Jesús y María

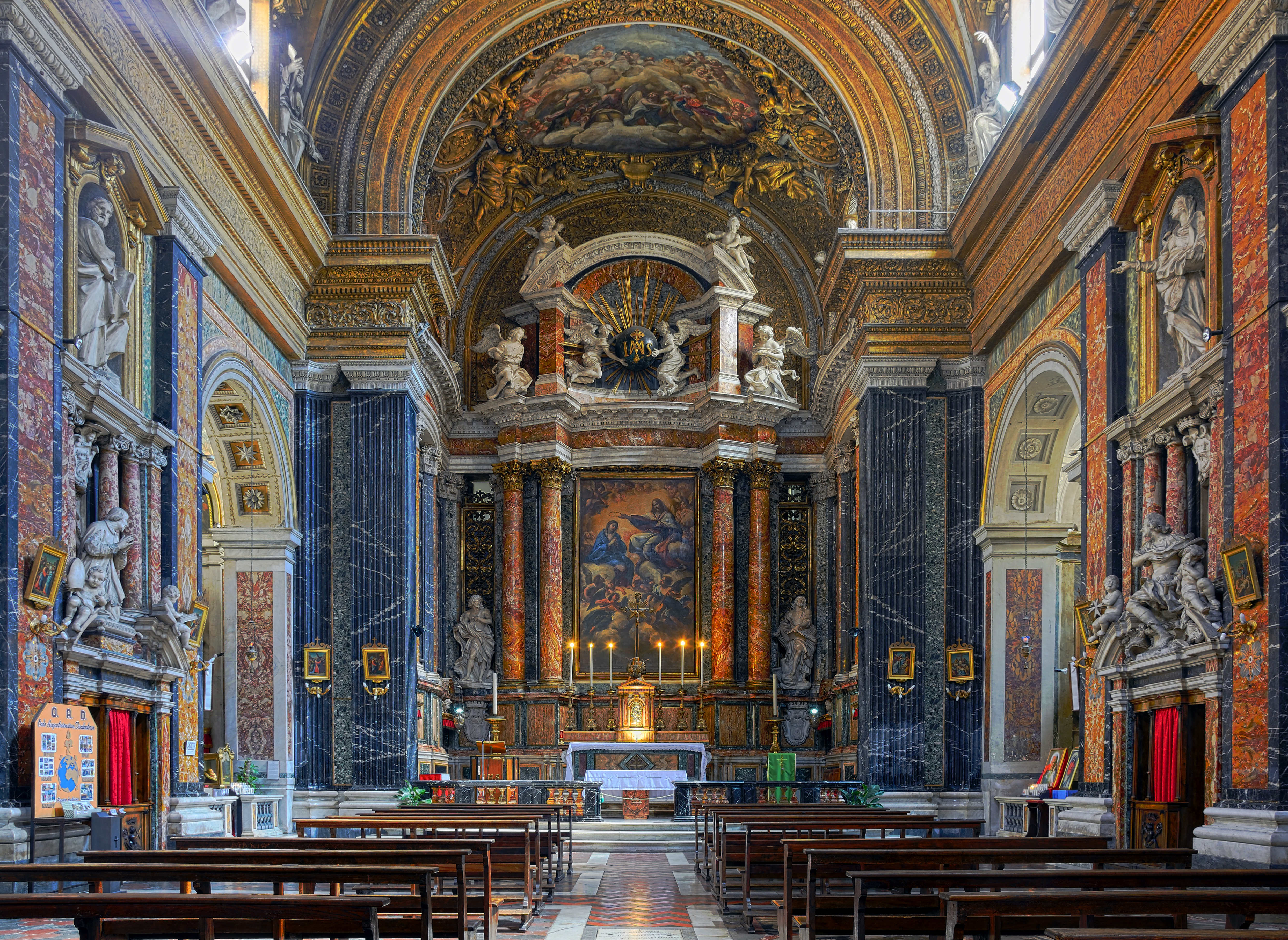
Lo interno de la iglesia

La iglesia de Jesús y Maria (oficialmente de los Santos Nombres de Jesús y Maria) es una iglesia barroca de Roma, situada en la central vía del Curso, en el rione Campo Marzio.

## Historia
Ocupa parte de un terreno, hoy comprendido entre las vías del Curso, de Jesús y María, del Babuino y de San Giacomo, sobre el cual, a principios del XVII siglo existía la villa de Antonio Orsini, nieta del cardinal Flavio Orsini. Esta villa fue adquirida por los Agostiniani scalzi en el 1615, para construirse su nueva sede en Roma y un seminario.
La iglesia fue construida después de la compra, en dos fases; al principio existía una pequeña capilla dedicada a San Antonio Abad, que daba a la vía del Babuino (que se corresponde hoy día con la actual iglesia anglicana de Todos los Santos ) y que posteriormente fue derribada. La construcción comenzó con la colocación de la primera piedra el 3 de abril de 1633 y la primera etapa de las obras, según un proyecto de Carlo Buzio, se completó a fines de 1635 : el 17 de enero de 1636 se realizó el solemne traslado de la parroquia de Sant'Antonio al nuevo templo, que fue dedicada a los nombres de Jesús y María . Le faltaba la parte final y la fachada, fue terminada unos treinta años después, bajo la dirección de Carlo Rainaldi, entre 1671 y 1674 : el 28 de enero de 1675 el templo fue consagrado solemnemente, como consta en la placa conmemorativa colocada para la ocasión en la sacristía. Entre 1678 y 1690 se puso en marcha la decoración interior del edificio sagrado y su revestimiento total en mármol, gracias a la munificencia del obispo de Rieti, Giorgio Bolognetti .
Es la sede del título cardinal de " Santísimos Nombres de Jesús y María en Vía Lata ", instituido por el Papa Pablo VI el 7 de junio de 1967 .

## Origen de la denominación
El 6 de enero de 1636, once días antes de la inauguración, se reunió el capítulo de la Orden de los Agustinos Descalzos que había construido la iglesia, presidido por el padre Ambrogio di Sant'Andrea. Después de haber descartado varios nombres (como San Nicola da Tolentino, San Antonio y Santa Rosalía) la discusión se prolongó durante mucho tiempo, sin llegar a un acuerdo. En un momento, exasperado, el padre Ambrosio exclamó: "¡Jesús y María! ¿Es posible que no podamos estar de acuerdo?". El prior del convento respondió: "¡Sí, sí, estamos de acuerdo! Pondremos el nombre de Jesús y María! El Señor nos ha dado a conocer su voluntad a través de la exclamación de tu paternidad”.

## Descripción
Su fachada, obra de Carlo Rainaldi, es de travertino y ladrillo. El portal de entrada único está rematado por un tímpano de luneta y una ventana rectangular; está flanqueado por cuatro pilastras corintias, que sostienen el entablamento con la inscripción Iesu et Mariae, y un gran tímpano triangular de remate.
Es de una sola nave, con bóveda de cañón y tres capillas a cada lado. Mide 27 metros de largo y unos 15 metros de ancho; la capilla que conforma el altar mayor mide 7 metros por 7. La bóveda fue decorada por Giacinto Brandi con un lienzo que representa la Glorificación de la Virgen con los cuatro evangelistas ; en la cornisa de la bóveda hay estatuas de estuco que representan a los profetas y otros personajes del Antiguo Testamento .
Sobre el lado siniestro de la iglesia os son las capillas dedicadas a santo Tommaso de Villanova, a San Giuseppe y a la Madonna de la Divina Ayuda. Entre las capillas, están colocados dos monumentos fúnebres: el primero está dedicado a Ercole y Luigi Bolognetti, hermanos del benefactor de la iglesia, Giorgio Bolognetti, cuyo monumento fúnebre se encuentra entre la capilla de santo Giuseppe y aquella de la Madonna de la Divina Ayuda.
En el lado del evangelio se encuentran las capillas dedicadas al Crucifijo, a San Nicola da Tolentino ya Sant'Anna. Entre ellos se encuentran dos monumentos funerarios: el primero dedicado a Pietro y Francesco Bolognetti (de Francesco Cavallini de 1681), el segundo a Fra 'Mario Bolognetti (de Francesco Aprile ), entre los ejemplos más característicos de la escultura funeraria barroca.
El presbiterio y el altar mayor se caracterizan por la grandiosidad y riqueza de los materiales empleados. La pintura del altar es de Giacinto Brandi y representa a Jesús coronando a María ( 1680 ). El retablo de la capilla de San Giuseppe, segundo a la izquierda, que representa la Natividad, es también de Giacinto Brandi, al igual que las dos pinturas laterales de la capilla del mismo pintor romano, desaparecidas durante la represión napoleónica (1810-1815). ).

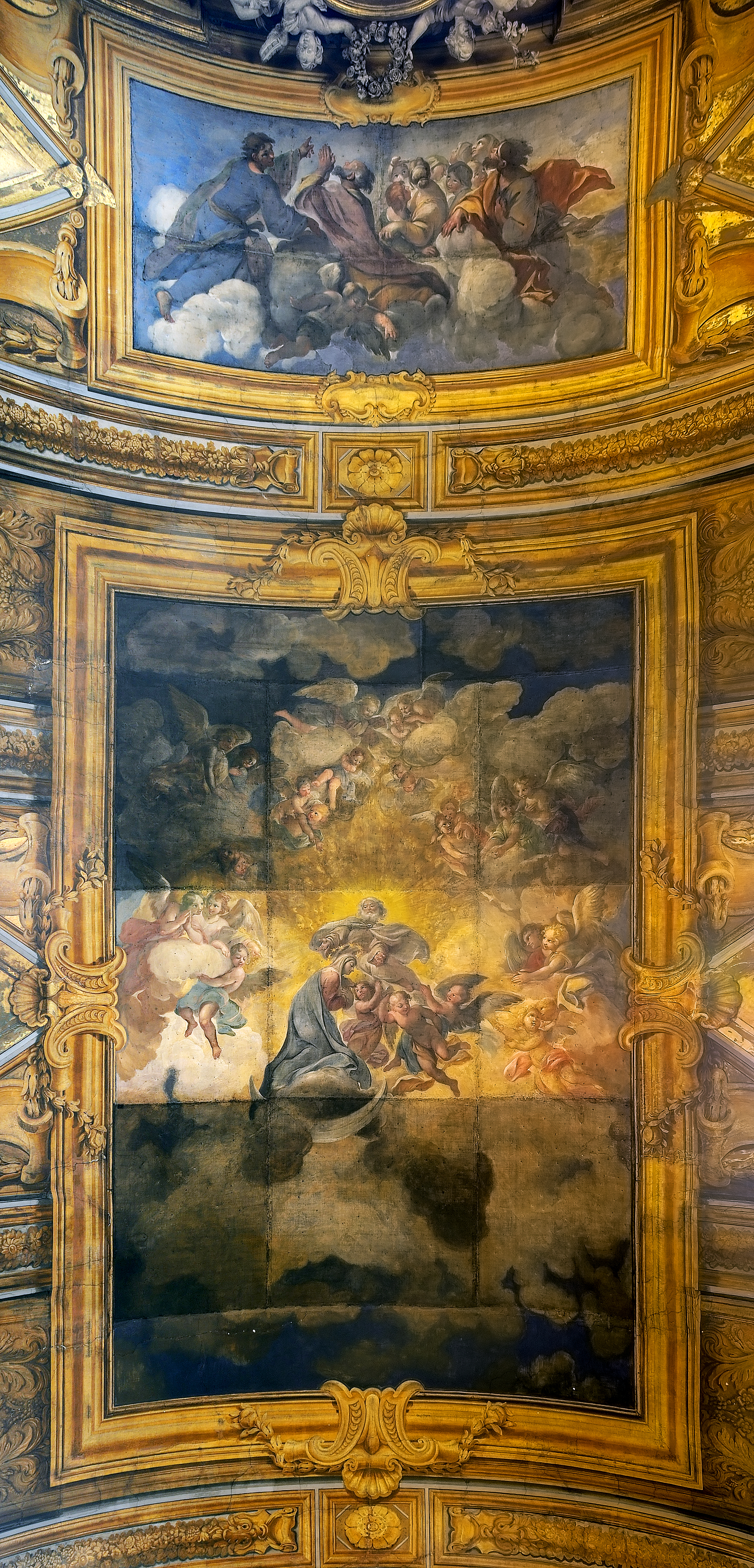
Fresco de la vez con la Asunción de María.

## Otros proyectas
- Noticias en Wikinoticias.

- Wikimedia Commons contiene immagini o altri file sulla chiesa di Gesù e Maria

- Datos: Q3669324
- Multimedia: Gesù e Maria (Rome) / Q3669324